# Selbstgespräche
Selbstgespräche ist ein Kinofilm von Regisseur André Erkau aus dem Jahr 2008, der seine Premiere im Wettbewerb des Max-Ophüls-Festivals 2008 in Saarbrücken hatte. Dort gewann er den Hauptpreis Max-Ophüls-Preis sowie den Preis für die beste Musik. Der Titel bezieht sich auf die Unfähigkeit mit anderen zu kommunizieren – „und jede fehlgeschlagene Kommunikation ist ja streng genommen ein Selbstgespräch“ (Regisseur Erkau nach einer Film-Vorführung am 21. Juli in Freiburg).

## Handlung
Selbstgespräche spielt in einem Callcenter. Hauptfiguren sind Sascha, Adrian, Marie und Richard Harms. Sascha sucht einen Job, obwohl er eigentlich Showmaster werden will. Dazu heuert er in einem Callcenter an. Dort arbeitet auch Marie, die eigentlich Architektin ist, aber Geld braucht, um sich und ihren Sohn zu versorgen. Adrian arbeitet scheinbar als einziger freiwillig im Callcenter und ist richtig gut darin, fremden Menschen überteuerte DSL-Flatrates zu verkaufen. Abseits des Callcenters allerdings kommt er nicht so recht mit anderen in Kontakt.
Richard Harms ist der Chef vom Callcenter. Er nervt die Mitarbeiter mit hohlen Verkaufsphrasen („Dein Lächeln ist dein Kapital“), leidet aber selbst unter seiner gescheiterten Beziehung und seiner Chefin, die das Callcenter schließen will.
Der Film verfolgt die Lebenswege seiner Hauptfiguren – ähnlich wie in Shoppen – die zum Teil miteinander leicht verwoben sind. Die Kommunikationsversuche in ihren Beziehungen außerhalb des Callcenters scheitern, bis die Figuren in ihrem bisherigen Leben an einem Tiefpunkt ankommen. Teils aus dieser Erschöpfung, teils aus der Begegnung mit den anderen Mitarbeitern des Callcenters erkennt am Ende jede einzelne Figur, dass es nichts nützt, auf ein anderes Leben zu warten, weil ja das Leben jetzt stattfindet.

## Hintergrund
Der Film spielt in Köln, das fiktive Callcenter heißt D.O.M. Call. In Nebenrollen spielen unter anderem mit: Georg Uecker, Chris Norman und Günter Wallraff. Selbstgespräche startete am 31. Juli 2008 in den deutschen Kinos und erreichte dort etwa 27.000 Besucher.

## Zitate aus dem Film
„Ich wollte schon immer Vater werden... aber mehr so abstrakt... also in der nahen Zukunft. Aber die nahe Zukunft ist jetzt. Von jetzt bis immer.“
„Von jetzt bis immer? Hm, das ist schon recht lang.“

## Kritiken
„...An „Selbstgespräche“ gefällt, wie sich die Menschen mit ihren ganz persönlichen Schicksalen arrangieren und mit welchem leicht ironischen und humorvollen Unterton André Erkau dies schildert, ohne seine Figuren hierbei jedoch zu verraten.“

„Der Regisseur verfolgt mit zärtlicher Ironie so genannte gescheiterte Existenzen, die sich nicht unterkriegen lassen wollen.“

„Daraus erwachsende, beklemmende Einsichten konterkariert Erkau mit leichtfüßigen und verhalten-unaufdringlichen Schilderungen der Alltagserlebnisse seiner Figuren.“

„Meisterlich hantiert der junge Regisseur mit einer Vielzahl von Figuren, die ein Kölner Callcenter bevölkern. Alle Gestalten in dem tragisch-komischen film wirken nicht nur authentisch, sondern in ihrer Verletzlichkeit nahbar und real.“

„Selbstgespräche ist ein sympathischer Film, der seine Figuren genau beobachtet und mit liebevollem Blick ihre Schwächen aufzeigt. Das Callcenter... ist der Rahmen für verschiedene Einzelschicksale, die mit wohltuender Leichtigkeit in kleinen Tableaus ineinander verwobenen werden.“

## Auszeichnungen und Nominierungen
- 2008: Max-Ophüls-Preis für Regisseur André Erkau
- 2008: Max-Ophüls-Preis – Filmmusikpreis der Saarland Medien GmbH für Dürbeck & Dohmen

## Prädikate
- 2008: Filmprädikat Besonders Wertvoll von der Filmbewertungsstelle